# El amor es extraño
El amor es extraño (en inglés Love Is Strange) es una película de 2014 dirigida por Ira Sachs. La película tuvo su estreno en el Festival Internacional de Cine de Sundance. También fue vista en el Festival Internacional de Cine de Berlín.

## Elenco
- John Lithgow como Ben.
- Alfred Molina como George.
- Marisa Tomei como Kate.
- Charlie Tahan como Joey.
- Cheyenne Jackson como Ted.
- Harriet Sansom Harris como Honey.
- Darren Burrows como Elliot.
- Christian Coulson como Ian.
- John Cullum como Padre Raymond.
- Adriane Lenox como Directora.
- Manny Perez como Roberto.
- Sebastian La Cause como Marco.
- Christina Kirk como Mindy.
- Eric Tabach como Vlad.

## Recepción
La película recibió buenas críticas. En Rotten Tomatoes tiene un 94% basado en 125 críticas. En Metacritic tiene un 83 sobre 100 basado en 39 críticas.